# Созе, Эжен
Эжен Созе (фр. Eugène Sauzay; 1809—1901) — французский скрипач, музыкальный педагог, музыковед
, композитор.
Окончил в 1827 г. Парижскую консерваторию у Пьера Байо. Позднее занял место в знаменитом квартете Байо, первом профессиональном устойчивом камерном ансамбле такого состава во Франции: Созе играл партию второй скрипки (1832—1836), а затем альта (1837—1840).
Созе был профессором Парижской консерватории в 1860—1892 гг. Среди его учеников, в частности, Карл Флеш. Обобщению педагогического опыта Созе посвящены его книги «Школа аккомпанемента» (фр. L'Ecole de l'accompagnement; Париж, 1869) и «Гармоническая скрипка» (фр. Le violon Harmonique; Париж, 1889). Более ранняя книга посвящена размышлениям над квартетами Гайдна, Моцарта и Бетховена (фр. Haydn, Mozart, Beethoven, étude sur le quatuor; Париж, 1861).
Эжену Созе принадлежат также сочинения для фортепиано, скрипки, струнного и фортепианного трио, театральная музыка. С именем Созе связана также история Концерта № 7 для скрипки с оркестром Вольфганга Амадея Моцарта KV 271a: оригинал концерта не найден, известна лишь копия, сделанная Созе в 1837 г. с авторской рукописи 1777 года, и некоторые специалисты оспаривают принадлежность Моцарту этого произведения.